# Požežská kotlina
Požežská kotlina (chorvatsky Požeška kotlina) je kotlina ve východním Chorvatsku ve Slavonii. Nachází se v Panonské pánvi a zaujímá východní část Požežsko-slavonské župy. Je obklopena pohořími Psunj, Papuk, Krndija, Dilj a Požeška gora. Oblast kotliny je hustě osídlená a výrazně zemědělsky využívaná, žije zde 60 599 obyvatel. Největšími sídly jsou města Požega, Pleternica a Kutjevo. Nejvýznamnějšími vodními toky jsou řeky Orljava, Londža a Veličanka.